# San Isidro (Abra)
San Isidro (Bayan ng San Isidro, Abra) är en kommun i Filippinerna. Kommunen ligger på ön Luzon, och tillhör provinsen Abra. Folkmängden uppgår till 4 647 invånare.
San Isidro är indelat i 9 barangayer.